# 犬丸義一
犬丸 義一（いぬまる ぎいち、1928年4月22日 - 2015年10月2日）は、日本の歴史学者。専門は日本近代史。本名・小山義一。

## 経歴
朝鮮平壌生まれ。本籍・福岡県。1945年4月旧制福岡高校に進学する。1948年3月卒業後一時期福岡県の新制中学校の社会科教師となる。1949年4月東京大学に入学し、同年5月に日本共産党に入党した。1952年に東京大学文学部国史学科を卒業して、同大学院に進学する。
1953年3月中国で労働者農民に日本近代史を教える仕事に就くため、静岡県焼津港から漁船(いわゆる人民艦隊)で密航して中国に渡り、中国人民大学第二分校の助教となる。1957年3月同校閉鎖後は上海・復旦大学歴史系研究生（大学院生）となる。1958年7月白山丸にて帰国。密出国のため舞鶴で帰国と同時に逮捕され、懲役3年執行猶予1年の判決を受ける。
帰国後は高校非常勤講師や執筆活動で生活する。世界経済研究所を経て1964年5月頃アジア・アフリカ研究所入所。1968年川添登（金丸一夫）と共著で『中国の文化大革命　その根源と矛盾』（青木書店）刊行。
1979年、長崎総合科学大学教授。1993年、定年退職。1993年「第一次共産党史の研究」により、京都大学から文学博士を授与される。
歴史科学協議会創立に参加。マルクス主義の立場から労働運動史、日中関係史、女性史、天皇制批判など幅ひろい分野を研究した。
日本共産党史研究の第一人者として活躍したが、晩年にはかつての「論敵」であったトロツキー研究者の藤井一行（富山大学名誉教授）と「意気投合」して、藤井の研究「トロツキーと『田中上奏文』」、「『田中上奏文』は本当に偽書か？」などに協力した。

## 著書
- 『近代日本の歴史』（青木新書）1969年
- 『歴史科学の課題とマルクス主義』校倉書房 1970年
- 『日本人民戦線運動史』（青木現代叢書）青木書店 1978年
- 『日本共産党の創立』青木書店 1982年
- 『第一次共産党史の研究』青木書店 1993年

## 共編著
- 『民族解放運動の歴史』（A・A学習シリーズ）岡倉古志郎、寺本光朗共編著 労働旬報社 1967年
- 『中国の文化大革命 その根源と矛盾』川添登共編 青木書店 1968年
- 『近代日本人民のあゆみ』桜井五郎共編 新日本新書 1968年
- 『物語日本近代史』1-3 中村新太郎共著 新日本選書 1970-71年
- 『物語日本労働運動史』中村新太郎共著 新日本選書 1974-77年
- 『社会発展史　世界と日本のあゆみ』山田敬男共著 学習の友社 1977年
- 『新社会発展史 世界と日本のあゆみ』山田敬男共著 学習の友社 1993年
- 『職工事情』全3冊（校訂）岩波文庫 1998年

## 参考
- 日本人名大事典
- 藤田和子ほか「歴史家、犬丸義一会員に聞く－中国密航から文化大革命まで」（『アジア・アフリカ研究』第396号 2010年）
- 黒川伊織「犬丸義一氏の訃（学界消息）」『日本歴史（日本歴史学会編集）』第812号、吉川弘文館、2016年、153-154頁。